# Paramonacanthus filicauda
Paramonacanthus filicauda is een straalvinnige vissensoort uit de familie van vijlvissen (Monacanthidae). De wetenschappelijke naam van de soort is voor het eerst geldig gepubliceerd in 1880 door Günther.